# Saint-Antonin-Noble-Val
Saint-Antonin-Noble-Val – miejscowość i gmina we Francji, w regionie Oksytania, w departamencie Tarn i Garonna. Przez gminę przepływa rzeka Aveyron. 
Według danych na rok 1990 gminę zamieszkiwało 1867 osób, a gęstość zaludnienia wynosiła 18 osób/km² (wśród 3020 gmin regionu Midi-Pireneje Saint-Antonin-Noble-Val plasuje się na 195. miejscu pod względem liczby ludności, natomiast pod względem powierzchni na miejscu 14.).